# Romy
Romy is een meisjesnaam.
De naam is een Duitse vleivorm van Rosemarie. Zie ook Ramona, Romana, Romina enz. De naam Rosemarie bestaat uit Rosa en Maria. Rosa is Latijn voor "roos". Maria kan onder meer betekenen "schoon" of "bitter".
De naam is bekend geworden door de Oostenrijkse actrice Romy Schneider.

## Bekende naamdraagsters
- Romy Schneider, pseudoniem van Rosemarie Magdalena Albach
- Romy Haag
- Romy van Ooijen
- Romy Müller
- Romy Monteiro